# Brigadas de Jenim
As Brigadas de Jenim ou Batalhão de Jenim (em árabe: كتيبة جنين; romanizado: Katībat Ǧinīn) são um  grupo militante palestino na Cisjordânia. Foi fundada em Jenim, em 2021, por Jamil Al-Amouri, um militante da Jihad Islâmica da Palestina (JIP). A organização está sediada no campo de refugiados de Jenim [en], no norte da Cisjordânia. Tal como a maioria das outras milícias da Cisjordânia, as Brigadas de Jenim são uma formação abrangente afiliada à JIP, ao Hamas e às Brigadas dos Mártires de al-Aqsa.
As Brigadas de Jenim têm se envolvido em confrontos armados com as forças israelenses. Eles afirmam que "são a resistência". O grupo defende a resistência armada contra Israel e convoca as autoridades palestinas a participarem do movimento.

## História e contexto
As Brigadas de Jenim, que se acredita terem sido criadas no campo de refugiados de Jenim por Jamil al-Amouri antes da sua morte em junho de 2021, foram relatadas pela primeira vez após sua participação na fuga de prisioneiros palestinos da prisão israelense de Gilboa em 6 de setembro de 2021. As brigadas também participaram do sequestro do corpo de Tiran Fero, um jovem druso israelense de 17 anos, em 23 de novembro de 2022.
Durante a atual guerra Israel-Hamas e a incursão israelense na Cisjordânia, as Brigadas de Jenim entraram em confronto repetidamente com as forças israelenses que realizavam incursões em Jenim. As Brigadas também participaram dos distúrbios de julho de 2024 na Cisjordânia contra a Autoridade Palestina. Em dezembro de 2024, a Autoridade Palestina lançou uma operação em Jenin para combater as Brigadas de Jenim.

## Membros

### Mateen Dabaya
Mateen Dabaya era um líder do grupo. Ele foi morto em outubro de 2022, aos 20 anos, durante uma operação militar realizada pelas forças israelenses no campo de refugiados de Jenim.

## Ataques
- Sequestro de Tiran Fero, um estudante druso israelense de 17 anos.[17]